# Stanhopea marizana
Stanhopea marizana är en orkidéart som beskrevs av Rudolph Jenny. Stanhopea marizana ingår i släktet Stanhopea och familjen orkidéer. Inga underarter finns listade i Catalogue of Life.